# Nordlek
Nordlek är en stor folkdans- och spelmansstämma som anordnas var tredje år omväxlande i de nordiska länderna. Stämman hålls i ordningsföljd i Norge, Danmark, Sverige och Finland om inget annat beslut fattats av rådet. I programmet ingår bland annat gemensamma danskvällar, folkmusikkonserter, dansföreställningar och danskurser som hålls av de olika länderna. Varje land har också en gemensam samdans för varje stämma som dansas och gås igenom lite extra. En rad mindre stämmor har ordnats på Island, Färöarna och Grönland inom ramen för Nordlekssamarbetet men dessa ingår inte i 3-årsrotationen. Bland länderna som medverkar om att arrangera barn- och ungdomsstämman Barnlek ingår även Island. Barnlek har ordnats var tredje år under det namnet sedan 1992 . 
Nordlek är också ett gemensamt nordiskt samarbetsorgan för partipolitiskt obundna riksorganisationer och nordiska organisationer inom folkdans, folkmusik och folkkultur. 
Stämman Nordlek arrangeras under Nordlekavtalet som undertecknades av 10 folkdans- och spelmansorganisationer 1975 på Biskops-Arnö i Sverige. Detta avtal avser att främja den traditionella folkkulturen i de nordiska länderna. Detta samarbete påbörjades redan 1920 och i dag (2017) är 18 organisationer medlemmar. Dessa är följande: 

## Avtalsparter

### Danmark
- Danske Folkedanseres Spillemandskreds
- Danske Gymnastik- og Idrætsforeninger
- Folkedans Danmark

### Finland
- Finlands Svenska Folkdansring
- Finlands Svenska Spelmansförbund
- Kansantanssinuorten Liitto
- Karjalainen Nuorisoliitto
- Setlementtinuorten Liitto
- Suomalaisen Kansantanssin Ystävät
- Finlands Folkmusikförbund

### Färöarna
- Sláið ring

### Island
- Thjöddansefélag Reykjavikur

### Norge
- Noregs Ungdomslag

### Sverige
- Finlandssvenskarnas Riksförbund i Sverige
- Riksförbundet för Folkmusik och Dans
- Svenska Folkdansringen
- Sverigefinska Riksförbundet

### Åland
- Folkedansanar på Åland

## Lista över stämmor[3]
| Nr | År   | Land    | Stad                |
| -- | ---- | ------- | ------------------- |
| 1  | 1920 | Sverige | Stockholm           |
| 2  | 1921 | Danmark | Köpenhamn           |
| 3  | 1922 | Norge   | Kristiania (Oslo)   |
| 4  | 1923 | Sverige | Göteborg            |
| 5  | 1925 | Sverige | Tranås              |
| 6  | 1927 | Sverige | Stockholm           |
| 7  | 1928 | Danmark | Köpenhamn           |
| 8  | 1929 | Sverige | Malmö               |
| 9  | 1931 | Danmark | Köpenhamn           |
| 10 | 1932 | Norge   | Oslo                |
| 11 | 1934 | Finland | Helsingfors         |
| 12 | 1935 | Sverige | Halmstad            |
| 13 | 1937 | Danmark | Ålborg              |
| 13 | 1946 | Sverige | Stockholm           |
| 13 | 1946 | Norge   | Trondheim           |
| 13 | 1946 | Danmark | Århus               |
| 14 | 1948 | Sverige | Malmö               |
| 15 | 1950 | Finland | Helsingfors         |
| 16 | 1952 | Norge   | Oslo                |
| 17 | 1954 | Danmark | Köpenhamn           |
| 18 | 1957 | Sverige | Karlstad            |
| 19 | 1960 | Finland | Helsingfors         |
| 20 | 1963 | Norge   | Oslo                |
| 21 | 1966 | Danmark | Odense              |
| 22 | 1970 | Sverige | Stockholm           |
| 23 | 1973 | Finland | Esbo "NORDLEK"      |
| 24 | 1976 | Norge   | Trondheim "NORDLEK" |
| 25 | 1979 | Danmark | Holstebro "NORDLEK" |
| 26 | 1982 | Sverige | Göteborg "NORDLEK"  |
| 27 | 1985 | Finland | Åbo "NORDLEK"       |
| 28 | 1988 | Norge   | Bergen "NORDLEK"    |
| 29 | 1991 | Danmark | Vejle "NORDLEK"     |
| 30 | 1994 | Sverige | Linköping "NORDLEK" |
| 31 | 1997 | Finland | Vasa "NORDLEK"      |
| 32 | 2000 | Norge   | Stavanger "NORDLEK" |
| 33 | 2003 | Danmark | Næstved "NORDLEK"   |
| 34 | 2006 | Sverige | Göteborg "NORDLEK"  |
| 35 | 2009 | Finland | Lahtis "NORDLEK"    |
| 36 | 2012 | Norge   | Steinkjer "NORDLEK" |
| 37 | 2015 | Danmark | Viborg "NORDLEK"    |
| 38 | 2018 | Sverige | Falun "NORDLEK"     |

På grund av uppehållet under 2:a världskriget blev numreringen fel. Det blev två nummer tretton. Den trettonde stämman (1946) avhölls på tre ställen samtidigt. Detta skedde därför att man hade jubileum med mera i de olika länderna.

## Barn- och Ungdomsstämmor[3]
| Nr | År   | Land     | Stad          | Namn      |
| -- | ---- | -------- | ------------- | --------- |
| 1  | 1982 | Sverige  | Falun         | Nord-Ring |
| 2  | 1985 | Sverige  | Falun         | Nord-Ung  |
| 3  | 1992 | Finland  | Lahtis        | "BARNLEK" |
| 4  | 1995 | Norge    | Gjøvik        | "BARNLEK" |
| 5  | 1998 | Danmark  | Ringsted      | "BARNLEK" |
| 6  | 2001 | Island   | Reykjavik     | "BARNLEK" |
| 7  | 2002 | Sverige  | Motala        | "BARNLEK" |
| 8  | 2005 | Finland  | Villmanstrand | "BARNLEK" |
| 9  | 2008 | Norge    | Porsgrunn     | "BARNLEK" |
| 10 | 2011 | Danmark  | Skive         | "BARNLEK" |
| 11 | 2014 | Island   | Mosfellsbær   | "BARNLEK" |
| 12 | 2017 | Färöarna | Klaksvík      | "BARNLEK" |
| 13 | 2023 | Sverige  | Lerum         | "BARNLEK" |

## Mindre stämmor inom Nordlekssamarbetet[3]
| Namn      | År   | Land     | Stad      |
| --------- | ---- | -------- | --------- |
| ISLEIK    | 1975 | Island   | Reykjavik |
| ISLEIK    | 1984 | Island   | Reykjavik |
| ISLEIK    | 1989 | Island   | Reykjavik |
| ISLEIK    | 1993 | Island   | Reykjavik |
| ISLEIK    | 1998 | Island   | Reykjavik |
| HAVLEIKUR | 2002 | Färöarna | Torshamn  |
| ISLEIK    | 2004 | Island   | Reykjavik |
| HAVLEIKUR | 2008 | Färöarna | Torshamn  |
| ISLEIK    | 2010 | Island   | Reykjavik |
| GRÖNLEIK  | 2013 | Grönland | Ilulissat |
| ISLEIK    | 2016 | Island   | Reykjavik |
| ÅLEK      | 2019 | Åland    | Mariehamn |
| HAVLEK    | 2022 | Färöarna | Torshamn  |